# Стивенсон, Эндрю
Эндрю Патрик Стивенсон (англ. Andrew Patrick Stevenson, 1 июня 1994, Таузанд-Окс) — профессиональный американский бейсболист, аутфилдер клуба МЛБ «Вашингтон Нэшионалс».

## Карьера
На любительском уровне Стивенсон играл за команду Университета штата Луизиана. Перед драфтом 2015 года журнал Baseball America поставил его на 87 место в рейтинге молодых игроков из NCAA, выделяя его скорость и хорошую игру в защите. В одной команде с ним играл Алекс Брегман. В том же году он вместе с командой дошёл до игр студенческой Мировой серии. Во втором раунде драфта Эндрю был выбран клубом «Вашингтон Нэшионалс» под общим 58 номером.
Во второй половине 2015 года Стивенсон выступал за фарм-клубы «Вашингтона» «Оберн Даблдейс» и «Хейгерстаун Санс». Главный тренер Оберна Гэри Кэткарт отмечал, что в будущем Эндрю сможет претендовать на «Золотую перчатку».
В 2016 году Стивенсон провёл первый полный сезон на профессиональном уровне. В 133 играх за «Потомак Нэшионалс» и «Гаррисберг Сенаторз» он отбивал с показателем 27,6 % и украл базу 39 раз. Более сильной его стороной, как и в университете, была игра в защите. В октябре Эндрю также выступал за «Глендейл Дезерт Догс» в Аризонской осенней лиге, войдя в символическую сборную самых перспективных её игроков.
В сезоне 2017 года Эндрю сыграл 99 матчей в младших лигах за «Гаррисберг» и «Сиракьюс Чифс», а также дебютировал в МЛБ, проведя за Нэшионалс 37 игр.
После предсезонных сборов весной 2018 года он снова был переведён в состав «Сиракьюс Чифс», но уже 17 апреля снова был возвращён в основную команду «Нэшионалс».